# Georg Wilhelm Pabst
Georg Wilhelm Pabst (Raudnitz, Bohèmia, avui República Txeca, 25 d'agost de 1885-Viena, 26 de maig de 1967), va ser un director de cinema austríac, que va treballar a Alemanya i després a l'estranger (França, els EUA). És una de les figures més importants del primer cinema alemany; un lleu expressionisme va ser present en la seva obra malgrat el seu marcat realisme, que era efecte de la seva experiència teatral, de les seves idees i de l'anomenada "nova objectivitat".

## Trajectòria

### Primers passos
Georg Wilhelm Pabst, fill d'un funcionari del ferrocarril, no va voler estudiar enginyeria (el que li proposava el seu pare), i es va orientar aviat cap al més camp de la interpretació en una modesta companyia teatral. De fet, els seus inicis artístics van tenir lloc com a aprenent i després actor en un teatre de varietats. Però ja als divuit anys va participar en muntatges tant per Àustria i Suïssa com per Alemanya, on acabaria establint-se.
Abans d'això, als vint-i-cinc anys, va emigrar als Estats Units, i va ingressar en la Companyia del Teatre Popular Alemany de Nova York en 1910. Allí va treballar un temps com a actor i com a ajudant de direcció escènica. Com la colònia alemanya de Nova York era molt nodrida, la companyia representava obres en llengua germànica, i Pabst va aconseguir una certa reputació ja com a director d'escena. És més, va ser enviat a Alemanya en 1914 per a contractar actors, però al seu pas per París el va sorprendre la declaració de la Primera Guerra Mundial, i va ser internat en un camp durant quatre anys. Va ser una experiència dura, però al mateix temps, en 1917, va organitzar representacions escèniques amb els seus companys en el camp de concentració on es trobaven.
Acabat el conflicte mundial, Pabst es va dedicar al periodisme, i va dirigir el "Neuer Wiener Theater", de Viena, especialitzant-se en el teatre de cambra (o "Kammerspiel").

### El director de cinema
Serà en 1920 quan s'iniciï en la realització cinematogràfica, amb pocs mitjans i amb muntatges intimistes; ja en 1921 va fundar a Berlín una productora, amb el seu amic Carl Froelich, i va rodar dos anys després Der Schatz (El tresor), història de qualitat mitjana sobre la cerca d'un tresor, amb decorats medievals.
Pabst va obtenir el primer èxit cinematogràfic en 1925 en dirigir a Greta Garbo en el film amb el qual es va donar a conèixer, Die freudlose Gasse (Sota la màscara del plaer). El nou realisme seu va aparèixer amb aquest brillant contrast entre vides de luxe i misèria en una Viena inflacionista després de la guerra, incloent-hi un toc sexual que en el qual després aprofundiria. Aquest melodrama social va ser prohibit a Anglaterra, i va circular amb mutilacions i altres censures per Itàlia, França, Àustria o la Unió Soviètica (que va convertir a l'oficial americà en un doctor).
El seu talent es va reafirmar a l'any següent amb Geheimnisse einer Seele (Misteris d'una ànima, 1926), amb el tema psicològic sobre la sexualitat, recolzat en les teories de Freud, directament amb dues dels seus col·laboradors, Karl Abraham i Hans Sachs. Analitza un cas d'impotència, per la qual cosa va patir censura de nou. Com també va succeir amb la següent, Die Liebe der Jeanne Ney, de 1927, on adaptava una novel·la d'Ilià Ehrenburg, que amalgama el vigor realista i la passió amorosa entre una noia francesa i un revolucionari rus.
El 1928, Pabst va fundar la "Volksverband für Filmkunst", juntament amb Heinrich Mann, Karl Freund i Erwin Piscator. L'Associació distingia les idees progressistes, que propugnava com a veritables rectores, de la fullaraca revolucionària del moment; sí que va organitzar a escala nacional grups d'aficionats al cinema.
En aquest any va iniciar tres pel·lícules importants en un famós cicle femení. Abwege (1928), se centra en una dona ociosa de la burgesia que, enfastidida de la seva vida matrimonial, es llança al llibertinatge. Després va rodar una impressionant La caixa de Pandora (1929),que es basava en la biografia de la Lulú de Frank Wedekind (personatge que fundi les seves peces Der Erdgeist, Die Büchste der Pandora); va ser protagonitzada per una extraordinària i turbadora Louise Brooks, que portava al màxim el pansexualisme d'aquesta dona, que ha de fugir d'Alemanya i serà finalment víctima a Londres de Jack l'Esbudellador. A més, en aquest mateix any, va rodar Tagebuch einer Verlorenen, traduïda com Tres pàgines d'un diari; era una versió del Diari d'una perduda de Margarette Bohne (com indica literalment el seu títol alemany); treballava en ella de nou la gran actriu d'origen estatunidenc Louise Brooks, atractiva i desagarrada, que va saltar de la comèdia musical als primers llocs dramàtics; aquesta vegada narrava l'enfonsament fins al bordell de la filla d'un farmacèutic, que s'havia vist seduïda. Aquests tres films es coneixen com la "trilogia eròtica" de Pabst.

### Cinema sonor
Pabst va ser un autèntic creador i va deixar altres obres mestres ja en el temps de canvis tècnics al cinema, entre elles Kameradschaft (1930), film social sobre la tragèdia d'uns obrers que treballen en una mina; Westfront 1918 (1930), cinta antibel·licista que tracta sobre els horrors de la Primera Guerra Mundial.
Destaca ja en aquesta nova etapa sonora Die Dreigroschenoper, film musical basat en l'obra homònima de Bertolt Brecht. Per la seva part L'òpera dels tres rals s'apartava radicalment de l'opereta de l'època com a magnífica posada en escena del text brechtià i amb la música de Kurt Weill. La pel·lícula va ser prohibida per l'Alemanya nazi, i només es va aixecar la prohibició en els anys 50 (al mateix temps que Lotte Lenya, la vídua de Weill, protagonitzava una representació sonada d'aquesta obra a Nova York). Pabst va rodar Die Dreigroschenoper, en alemany, al mateix temps que L'opera de quat'sous, en versió francesa, en la qual va participar Antonin Artaud.
Pabst va fer una important versió coral de Don Quichotte (1933), deutora de l'estètica flamenca; va rodar amb dificultat tres versions: alemanya, anglesa i francesa. La primera va desaparèixer, la segona està mal conservada, i la francesa és de bona qualitat. El protagonista va ser Fíodor Xaliàpin, l'adaptació la va fer el novel·lista Paul Morand i la música, Jacques Ibert. D'altra banda va fer Die Herrin von Atlantis, de 1932, que és una incursió fantàstica.
Després va realitzar, en un to menor i dins de l'Alemanya nazi, per compromís, Komödianten (1941), i Paracelsus (1943), la moral socialdemòcrata dels quals va incomodar al règim (encara que el presentaven com a mostra de les presumptes llibertats a l'Alemanya del moment); per tot això va sortir d'allí.
En 1948, Pabst va obtenir el premi de la 9a Mostra Internacional de Cinema de Venècia amb el seu film austríac Der Prozess, adaptació de la novel·la de Franz Kafka, El procés, i va rodar La voce del silenzio, a Itàlia, en 1953.
En 1955 va fer el seu últim film, no gaire brillant, Es geschah am 20. Juli, sobre la conspiració fallida contra Hitler.

## Filmografia
Pel·lícules mudes:
- 1922: Luise Millerin
- 1923: Der Schatz
- 1924: Gräfin Donelli
- 1925: Die freudlose Gasse
- 1926: Geheimnisse einer Seele
- 1926: Man spielt nicht mit der Liebe
- 1927: Die Liebe der Jeanne Ney
- 1928: Abwege
- 1929: Lulú, la caixa de Pandora
- 1929: Tagebuch einer Verlorenen
- 1929: Die weiße Hölle vom Piz Palü (codirigida amb Arnold Fanck)

Pel·lícuels sonores:
- 1930: Westfront 1918
- 1930: Skandal um Eva
- 1931: Die Dreigroschenoper
- 1931: Kameradschaft
- 1932: Die Herrin von Atlantis
- 1933: Don Quichotte
- 1933: Du haut en bas
- 1934: A Modern Hero
- 1936: Mademoiselle Docteur
- 1938: Le drame de Shanghaï
- 1939: Jeunes filles en détresse
- 1941: Komödianten
- 1943: Paracelsus
- 1945: Der Fall Molander
- 1948: Der Prozeß
- 1949: Geheimnisvolle Tiefe
- 1949: Duell mit dem Tod
- 1949: Eins, zwei, drei – aus
- 1950: Ruf aus dem Äther
- 1952: La voce del silenzio
- 1953: Cose da pazzi
- 1954: Das Bekenntnis der Ina Kahr
- 1955: Der letzte Akt
- 1955: Es geschah am 20. Juli
- 1956: Rosen für Bettina
- 1956: Durch die Wälder, durch die Auen

## Premis i distincions
Mostra Internacional de Cinema de Venècia
| Any  | Categoria                                        | Pel·lícula                | Resultat  |
| ---- | ------------------------------------------------ | ------------------------- | --------- |
| 1939 | Medalla de bronze                                | Jeunes filles en détresse | Guanyador |
| 1941 | Medalla d'or de la Biennale a la millor direcció | Komödianten               | Guanyador |
| 1948 | Lleó de Plata a la millor direcció               | Der Prozeß                | Guanyador |